# Stefano Caldoro
Stefano Caldoro, né le 3 décembre 1960 à Campobasso, est un homme politique italien, membre de Forza Italia. Il est président de la région Campanie de 2010 à 2015.

## Biographie
Fils d'Antonio Caldoro, ancien député, Stefano Caldoro est diplômé en science politique et journaliste. 

### Début de carrière
En 1985, il décroche son premier mandat électif au conseil régional de Campanie sous les couleurs du Parti socialiste italien. Il est élu député en avril 1992. Il se présente sans succès à la présidence de la région Campanie en 1999 au nom de la Maison des libertés. 

### Affiliations politiques
Après la dissolution du PSI en 1994, Caldoro devient membre du Parti socialiste, créé en 1996, avant de rejoindre le Nouveau PSI, dont il est l'un des fondateurs en janvier 2001, qui fait partie de la Maison des libertés dirigée par Silvio Berlusconi, pour enfin adhérer au Peuple de la liberté en 2009, puis à Forza Italia en 2013.

### Carrière ministérielle
Stefano Caldoro entre au gouvernement Berlusconi le 11 juin 2001 comme secrétaire d'État au ministère de l'Instruction, de l'Université et de la Recherche. Le 30 décembre 2004, il devient vice-ministre avec les mêmes attributions. Enfin, le 23 avril 2005, il est nommé ministre sans portefeuille chargé de la Mise en œuvre du programme du gouvernement et conserve cette fonction jusqu'à la fin du gouvernement en mai 2006.

### Président de Campanie
En mars 2010, il remporte les élections régionales en Campanie avec 54,25 % des voix et succède à Antonio Bassolino comme président de la région. En mai 2015, il est battu par le démocrate Vincenzo De Luca qui lui succède à la présidence de la région le 18 juin suivant.